# Gwijde I van Saint-Pol
Gwijde I van Saint-Pol (overleden in 1083) was van 1070 tot aan zijn dood graaf van Saint-Pol. Hij behoorde tot het huis Campdavaine.

## Levensloop
Gwijde I was de oudste zoon van graaf Hugo I van Saint-Pol uit diens huwelijk met ene Clemence.
In 1070 volgde hij zijn vader op als graaf van Saint-Pol. Omdat Gwijde toen nog minderjarig was, trad zijn stiefvader, baron Arnold van Ardres op als zijn regent. Na de dood van Gwijdes moeder Constance in 1078 keerde Arnold terug naar zijn baronie en gaf hij de macht in Saint-Pol door aan zijn stiefzoon.
In 1071 nam Gwijde deel aan de Slag bij Kassel, waarbij graaf Robrecht I de Fries van Vlaanderen de troepen van koning Filips II van Frankrijk versloeg.
Gwijde stierf in 1083, kennelijk als vrijgezel. Zijn broer Hugo II volgde hem op. 